# Nightshift (chanson)
Pour les articles homonymes, voir Nightshift.
Pistes de Nightshift
Animal Instinct I Keep Running
Nightshift est la deuxième chanson de l'album éponyme Nightshift des Commodores paru le 15 janvier 1985 chez Motown. Le 45 tours est publié le 31 janvier 1985.

## Disque
Nightshift est la face A d'un 45 tours comportant en face B la chanson I Keep Running. Le titre et les paroles de la chanson sont dédiés à deux chanteurs majeurs de rhythm and blues : Jackie Wilson et Marvin Gaye morts tous deux l'année précédente. Ce titre est le plus gros succès du groupe après le départ de Lionel Richie.
Il remporte en 1986 le Grammy Award de la « meilleure chanson R&B en duo ou en groupe ».
Les Commodores enregistrent une nouvelle version de la chanson en 2010 dédiée à Michael Jackson, après sa mort.

## Classements et certifications
| Classement (1985)                               | Meilleure position |
| ----------------------------------------------- | ------------------ |
| Afrique du Sud (Springbok Radio)                | 2                  |
| Allemagne (Media Control AG)                    | 4                  |
| Australie (Kent Music Report)                   | 8                  |
| Autriche (Ö3 Austria Top 40)                    | 4                  |
| Belgique (Flandre Ultratop 50 Singles)          | 2                  |
| Belgique (Flandre VRT Top 30)                   | 2                  |
| Canada (100 Singles)                            | 7                  |
| Canada (Adult Contemporary)                     | 4                  |
| Canada (CHUM)                                   | 3                  |
| États-Unis (Adult Contemporary)                 | 2                  |
| États-Unis (Billboard Hot 100)                  | 3                  |
| États-Unis (Cash Box)                           | 4                  |
| États-Unis (Hot Black Singles)                  | 1                  |
| États-Unis (Hot Dance Music/Maxi-Singles Sales) | 6                  |
| France (SNEP)                                   | 34                 |
| Irlande (IRMA)                                  | 3                  |
| Italie (FIMI)                                   | 20                 |
| Nouvelle-Zélande (RMNZ)                         | 2                  |
| Pays-Bas (Nederlandse Top 40)                   | 1                  |
| Pays-Bas (Single Top 100)                       | 1                  |
| Royaume-Uni (UK Singles Chart)                  | 3                  |
| Suède (Sverigetopplistan)                       | 13                 |
| Suisse (Schweizer Hitparade)                    | 5                  |

| Classement (1985)                | Position |
| -------------------------------- | -------- |
| Afrique du Sud (Springbok Radio) | 17       |
| Australie (Kent Music Report)    | 67       |
| Autriche (Ö3 Austria Top 40)     | 21       |
| Belgique (Flandre Ultratop 50)   | 17       |
| Canada (100 Singles)             | 49       |
| États-Unis (Billboard Hot 100)   | 40       |
| États-Unis (Cash Box)            | 46       |
| États-Unis (Hot Black Singles)   | 4        |
| Pays-Bas (Nederlandse Top 40)    | 3        |
| Pays-Bas (Single Top 100)        | 2        |

| Pays              | Certification | Date            | Ventes  |
| ----------------- | ------------- | --------------- | ------- |
| Canada (CRIA)     | Or            | 31 juillet 1985 | 5 000   |
| Royaume-Uni (BPI) | Argent        | 1er mars 1985   | 200 000 |

## Autres versions et utilisations
Winston Groovy enregistre sa version de la chanson et l'adapte à Bob Marley. En 2009, le film 35 rhums de Claire Denis utilise cette chanson pour une scène, de danse, centrale et remarquée de l'œuvre.
Bruce Springsteen reprend la chanson en 2022 dans son album de reprises Only The Strong Survive.